# Pyramica wrayi
Pyramica wrayi är en myrart som först beskrevs av Brown 1950.  Pyramica wrayi ingår i släktet Pyramica och familjen myror. Inga underarter finns listade i Catalogue of Life.

## Bildgalleri